# Ananteris charlescorfieldi
Espèce
Ananteris charlescorfieldi est une espèce de scorpions de la famille des Ananteridae.

## Distribution
Cette espèce est endémique du département de Santa Cruz en Bolivie. Elle se rencontre vers Santa Cruz de la Sierra.

## Description
La femelle holotype mesure 24,0 mm.

## Systématique et taxinomie
Cette espèce a été décrite par Lourenço en 2001.

## Étymologie
Cette espèce est nommée en l'honneur de Charles Corfield.

## Publication originale
- Lourenço, 2001 : « Description of a new species of Ananteris Thorell, 1859 from Bolivia (Scorpiones, Buthidae), with comments on the distribution of the genus. » Entomologische Mitteilungen aus dem Zoologischen Museum Hamburg, vol. 13, no 163, p. 271-277 (texte intégral).